# Túnel Dalecarlia

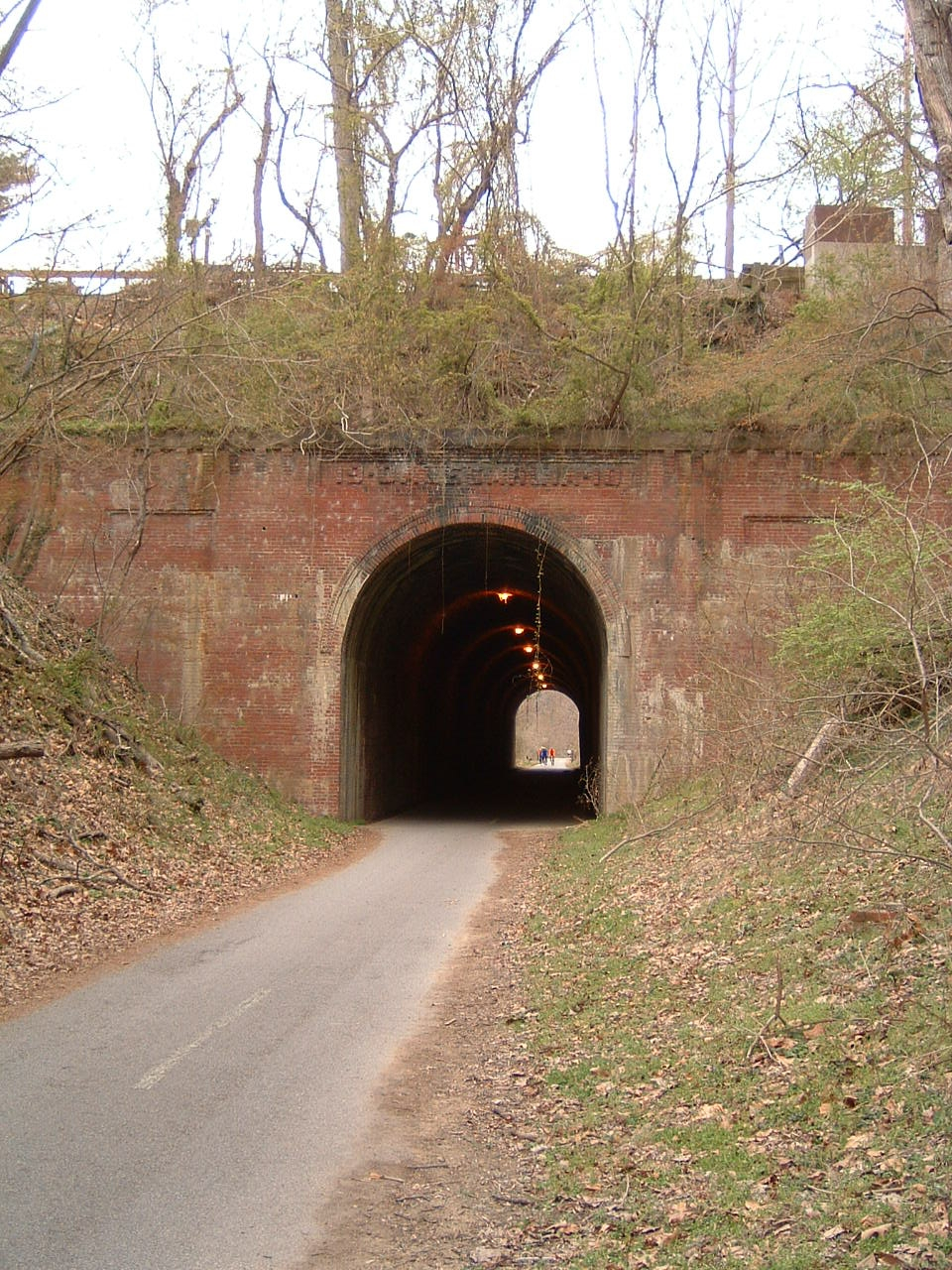
El túnel Dalecarlia, parte del sendero de Capital Crescent

El Túnel Dalecarlia (o en inglés Dalecarlia Tunnel) es un túnel para ferrocarriles que llevaba la rama de trenes Georgetown Branch de la compañía Baltimore and Ohio Railroad por debajo del bulevar MacArthur y del Washington Aqueduct. Se construyó en 1910, y es un túnel de ladrillo en forma de arco romano, con 6 metros de ancho y 110 metros de largo. Tiene ladrillos decorativos en los dos extremos, y en la actualidad forma parte del sendero de Capital Crescent. A pesar de que los trenes ya no pasan por el túnel, el Túnel Dalecarlia nunca se ha cerrado.
- Datos: Q5210727